# Чехія на літніх Олімпійських іграх 2000
Чехія брала участь у Літніх Олімпійських іграх 2000 року у Сіднеї (Австралія) удруге за свою історію, і завоювала три срібні, три бронзові і дві золоті медалі. Збірну країни представляли 119 осіб: 86 чоловіків і 33 жінки.

## Золото
- Легка атлетика, чоловіки, метання списа — Ян Залізний
- Каное, жінки — Штепанка Гілгертова.

## Срібло
- Легка атлетика, чоловіки, десятиборстві — Роман Шебрле.
- Стрільба, чоловіки — Петро Малек.
- Бокс, чоловіки — Рудольф Край.

## Бронза
- Каное, чоловіки — Марек Йірас і Томаш Мадер.
- Стрільба, чоловіки — Мартін Тенко.
- Тріатлон, чоловіки — Ян Ржегула.

## Склад Олімпійської збірної Чехії

### Велоспорт

#### Гонки на треку
Усього спортсменів — 3
Після кваліфікації найкращі спортсмени за часом проходили в раунд на вибування, де проводили заїзди одночасно зі своїм суперником. Найкращі спортсмени за часом проходили в наступний раунд.
Чоловіки
| Спортсмен                          | Змагання         | Кваліфікація | Кваліфікація | 1\4 фіналу   | 1\2 фіналу   | Фінал Матч за 3-е місце | Місце |
| Спортсмен                          | Змагання         | Час          | Місце        | Суперник Час | Суперник Час | Суперник Час            | Місце |
| ---------------------------------- | ---------------- | ------------ | ------------ | ------------ | ------------ | ----------------------- | ----- |
| Павло Буран Мартін Полак Іван Врба | командний спринт | 46,276       | 11           | Не пройшли   |              | Не пройшли              | 11    |

Переможці визначалися за результам одного змагального дня. В гіті переможців визначали за найкращим часом, показаним на певній дістнції, а у гонці за очками і медісоні за кількістю набраних балів.
Чоловіки
| Спортсмен    | Змагання    | Результат         | Місце |
| Спортсмен    | Змагання    | Час Окуляри       | Місце |
| ------------ | ----------- | ----------------- | ----- |
| Мартін Полак | Гіт з місця | 1:05,851 (+4,242) | 13    |

### Плавання
Спортсменів — 5
У наступний раунд на кожній дистанції проходили найкращі спортсмени за часом, незалежно від місця зайнятого в своєму запливі.
Чоловіки
| Спортсмен       | Змагання            | Попередні запливи | Попередні запливи | Півфінали | Півфінали | Фінал      | Фінал      |
| Спортсмен       | Змагання            | Результат         | Місце             | Результат | Місце     | Результат  | Місце      |
| --------------- | ------------------- | ----------------- | ----------------- | --------- | --------- | ---------- | ---------- |
| Властіміл Бурда | 400 м вільний стиль | 3:54,40           | 19                |           |           | Не пройшов | Не пройшов |
| Даніель Малек   | 100 м брас          | 1:01,56           | 2                 | 1:01,60   | 6         | 1:01,50    | 5          |
| Ян Вітазка      | 400 м комплекс      | 4:23,81           | 23                |           |           | Не пройшов | Не пройшов |

Жінки
| Спортсменка      | Змагання             | Попередні запливи | Попередні запливи | Півфінали  | Півфінали  | Фінал      | Фінал      |
| Спортсменка      | Змагання             | Результат         | Місце             | Результат  | Місце      | Результат  | Місце      |
| ---------------- | -------------------- | ----------------- | ----------------- | ---------- | ---------- | ---------- | ---------- |
| Хана Черна       | 400 м вільним стилем | 4:17,96           | 26                |            |            | Не пройшла | Не пройшла |
| Ілона Главачкова | 100 м на спині       | 1:03,28           | 22                | Не пройшла | Не пройшла | Не пройшла | Не пройшла |
| Хана Черна       | 400 м комплекс       | 4:44,11           | 9                 |            |            | Не пройшла | Не пройшла |

### Стрибки у воду
Спортсменів — 1
В індивідуальних стрибках у попередніх раундах складалися результати кваліфікації та півфінальних стрибків. За їх результатами до фіналу проходило 12 спортсменів. У фіналі вони починали з результатами півфінальних стрибків.
Чоловіки
| Спортсмен       | Змагання | Кваліфікація | Кваліфікація | Півфінал   | Півфінал   | Всього     | Фінал      | Фінал      | Всього | Місце |
| Спортсмен       | Змагання | Очок         | Місце        | Очок       | Місце      | Всього     | Очок       | Місце      | Всього | Місце |
| --------------- | -------- | ------------ | ------------ | ---------- | ---------- | ---------- | ---------- | ---------- | ------ | ----- |
| Ярослав Макохін | трамплін | 311,67       | 39           | Не пройшов | Не пройшов | Не пройшов | Не пройшов | Не пройшов | 311,67 | 39    |

### Стрільба
Усього спортсменів — 4
Після кваліфікації найкращі спортсмени за очками проходили у фінал, де продовжували з очками, набраними у кваліфікації. У деяких дисциплінах кваліфікація не проводилась. Там спортсмени виявляли найсильнішого в один раунд.
Чоловіки
| Спортсмен         | Змагання       | Кваліфікація | Місце | Фінал      | Місце      | Всього | Місце |
| ----------------- | -------------- | ------------ | ----- | ---------- | ---------- | ------ | ----- |
| Мартін Тенко      | Пістолет, 10 м | 578          | 11    | Не пройшов | Не пройшов | 578    | '11 ' |
| Давид Костелецкій | треп           | 116          | 3     | 22         | 6          | 138    | 6     |
| Іржі Гах          | треп           | 106          | 32    | Не пройшов | Не пройшов | 106    | 32    |

Жінки
| Спортсмен   | Змагання        | Кваліфікація | Місце | Фінал      | Місце      | Всього | Місце |
| ----------- | --------------- | ------------ | ----- | ---------- | ---------- | ------ | ----- |
| Люсі Валова | Гвинтівка, 10 м | 388          | 36    | Не пройшла | Не пройшла | 388    | 36    |

### Тріатлон
Спортсменів — 4
Тріатлон дебютував у програмі літніх Олімпійських ігор. Змагання складалися з 3 етапів — плавання (1,5 км), велоспорт (40 км), біг (10 км).
Чоловіки
| Спортсмен      | Змагання          | Плавання | Велоспорт | Біг      | Підсумкове час | Місце | Відставання |
| -------------- | ----------------- | -------- | --------- | -------- | -------------- | ----- | ----------- |
| Ян Ржехула     | особиста першість | 18:11,89 | 59:13,50  | 31:21,25 | 1:48:46,64     |       | +00:22,62   |
| Мартін Крнавек | особиста першість | 18:11,39 | 59:21,60  | 32:05,02 | 1:49:38,01     | 13    | +01:13,99   |
| Філіп оспалий  | особиста першість | 18:07,79 | DNF       | DNF      | DNF            | -     | -           |

Жінки
| Спортсмен      | Змагання          | Плавання | Велоспорт  | Біг      | Підсумкове час | Місце | Відставання |
| -------------- | ----------------- | -------- | ---------- | -------- | -------------- | ----- | ----------- |
| Рената Беркова | особиста першість | 19:48,78 | 1:09:49,30 | 38:30,29 | 2:08:08,37     | 29    | +07:27,85   |